# 세계 (영화)
세계(世界, The World)는 프랑스에서 제작된 지아 장 커 감독의 2004년 영화이다. 자오 타오 등이 주연으로 출연하였고 이치야마 쇼조 등이 제작에 참여하였다.

## 출연

### 주연
- 자오 타오
- 첸 타이셍
- 징 주에
- 쟝 종웨이
- 왕 이쿤

### 조연
- 왕홍웨이

## 제작진
- 미술: 오려중
- 프로덕션매니저: 판 지안린

## 같이 보기
- 베이징 세계공원